# آندره کارلوف
آندری کارلوف (به روسی: Андре́й Генна́дьевич Ка́рлов) دیپلمات اهل روسیه و از سال ۲۰۱۳ تا ۲۰۱۶ سفیر روسیه در ترکیه بود.

## ترور
کارلوف در روز ۱۹ دسامبر ۲۰۱۶ در آنکارا هنگامی که از یک رخداد هنری بازدید می‌کرد، به ضرب گلوله کشته شد. یک شاهد عینی گفته‌است که هنگامی که آقای کارلوف در حال سخنرانی بود، مرد مسلحی به او تیراندازی کرد و از حاضران خواست که محل را ترک کنند. سپس مرد مسلح دوباره بالای سر سفیر روسیه می‌رود و چند تیر دیگر به او شلیک کرده‌است.
پلیس ترکیه عامل ترور را مولود آلتیناش، ۲۲ ساله و مأمور پلیس معرفی کرد.